# Erodium cicutarium
Erodium cicutarium ((L.) L'Hér., 1789), comunemente nota come cicutaria o becco di gru comune, è una pianta erbacea appartenente alla famiglia delle Geraniaceae. È originaria di Eurasia e Nordafrica, da cui si è diffusa in gran parte delle regioni temperate e mediterranee.

## Etimologia
Erodiós in greco significa "airone" (come per Geranium si sottolinea la forma dei frutti). L'epiteto specifico cicutarium è un evidente riferimento a piante appartenenti alla famiglie delle ombrellifere, rassomiglianti nella forma delle foglie.

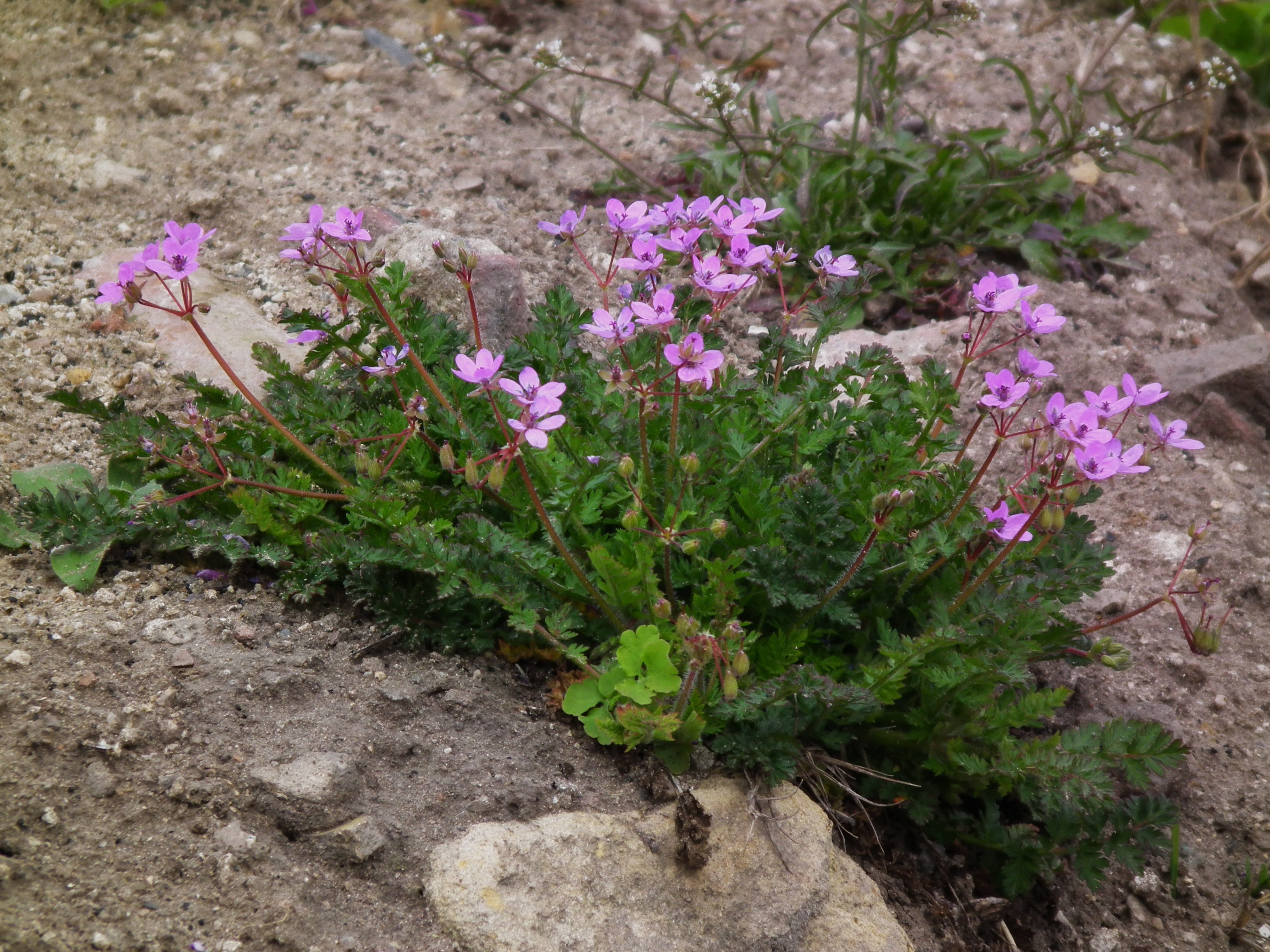
Esemplare di E. cicutarium.

## Descrizione
E. cicutarium è una pianta annuale, anche se a latitudini più calde è in genere biennale, pelosa e lignificata alla base. I fiori sono rosa spesso con macchie scure alla base in infiorescenze di 10 elementi: cinque fertili e cinque sterili. Le foglie sono pennate e il lungo picciolo porta un seme a forma i corno che si apre a forma di spirale per favorire la dispersione dei semi dotati di strutture piumose simili a paracadute.
Il lancio del seme è favorito da un meccanismo a molla formato dai semi che cambiano la forma quando si essiccano. La spirale si svolge rapidamente quando cambia l'umidità atmosferica seppellendo parzialmente i semi nel terreno. I due meccanismi (lancio e seppellimento) sono legate alle caratteristiche dello stesso tessuto igroscopico delle strutture fiorali.

## Ecologia
Fiorisce da maggio ad agosto ed è comune in terreni incolti o sabbiosi. I semi sono spesso raccolti da diverse specie di formiche.

## Usi
Tutta la pianta è commestibile e i giovani getti hanno un sapore simile al prezzemolo. Produce inoltre nettare e polline.
La caratteristica dei movimento dei tessuti igroscopici della pianta è oggetto di studi per applicazioni spaziali.